# 長昌寺 (中津川市)
長昌寺（ちょうしょうじ）は、岐阜県中津川市坂下字・中之垣外にかつて存在した臨済宗妙心寺派の寺院。山号は萬歳山。
明治3年（1870年）苗木藩の廃仏毀釈により取り壊されて廃寺となった。

## 歴史
寛文5年（1665年）、民衆は宗門改の改正の際に檀那寺の請印が必要となった。すなわち民衆は自分が住んでいる村に存在する寺院、自分が住んでいる村に寺院がない場合には近隣の村にある寺院の檀家に必ず属するように定められた。
そこで同年、庄屋の原市右衛門が開基し、山口村の曹洞宗光西寺の舜屋大尭を勧請して開山した。
暫くの期間、住持は仮住まいの状態にあったが、
舜屋大尭の弟子で、二世となった祖津は、苗木藩主の菩提寺の雲林寺五世の一桂玄珠の法弟となって臨済宗妙心寺派に改宗し睡鷗の号を授けられて睡鷗祖津となった。
そのために、曹洞宗と臨済宗の所管問題が生じたが、
寛文7年（1667年）、舜屋大尭は川上村に曹洞宗の浄光寺を創建し、川上村における長昌寺の檀家を浄光寺の檀家とすることで解決した。
坂下三郷 (町組・下組・合郷)の住民の菩提寺となって、代々の寺庄屋(寺頭)を承って、これを処していた。これは残されている宗門移動の送書、受入証、過去帳で分かる。
坂下の中之垣外にあったが、現在は住宅地となっており跡形もないものの、歴代住職の墓(無縫塔)が残っている。
坂下の新町から市道(農免道)へ出る道の左上段に10数個の石造物が並んでいる。これらは長昌寺観音堂跡の石造物と伝承されている。
その中の6体は、六地蔵であり、右から法印(畜生)、鶴亀(地獄)、宝性(修羅)、法性(天上)、地持(人間)、陀羅尼(飢餓)の各地蔵で、その後ろには、享保14年（1729年）作の大きな聖観音像があり、臨済宗との関わりを示している。
明治3年（1870年）8月27日、苗木藩は廃仏毀釈の施行により仏像の処分につき急布令を出した。
明治3年（1870年）9月、苗木藩から使者が来て長昌寺の内部を検分し、庄屋代表の吉村重郎の指揮により村人総出で取壊し仏像を焼いたと言われているが、後伝によると、仏像は焼かずに、合郷の原銀一が隠匿し、達磨大師木像は新町観音堂に、釈迦如来坐像は下野村の法界寺に秘かに移したという。
残された過去帳は、5冊あったものが、いちばん古い1600年代の過去帳が失われており、人名や集落名が不明となっている。

過去帳の箱書には、以下の文言が記されている。
・・堂宇ㇵ 佛殿 客殿 方丈 庫裡 山門 棟ヲ並ベシモ・・
建物の材木などは坂下町の八幡神社境内の出雲福徳神社の位置に、かつて存在した舞台「萬歳座」の前身の芝居小屋を組立した際の建材として使用された。
廃寺の際の住持は宥道祖英で、還俗して広田一郎と称し、後に妻の連れ子の六郎が相続して、菓子屋・穀屋・料理屋等を経営したが上手くゆかず、受け継いだ長昌寺の寺産も無くして中津町に移転した。
しかし墓地の整理は、同人の娘にして近在に嫁している者に多少の手当てを渡して委任した。
明治42年（1909年）5月11日、静岡県志太郡瀬戸谷村から古寺の材を移建して、坂下村に蔵田寺が再興されて、かつて長昌寺の本尊であった釈迦如来坐像が安置された。

なお、長昌寺の跡地には住宅が建てられているが、法華宗が借りて堂を建て、また旧観音堂屋敷には法華講の堂が建ち、元は長昌寺が所有していた観音像3体と、
明和九年辰吉日 井手祐世、同幸之助作之
と記された達磨大師の木造を伝えている。
近年、中津川市坂下総合事務所内にある「椛蔵」に、長昌寺で使用されていた公用石臼が寄贈された。

臼上部外側に、以下の文言が刻まれている。
天明七丁未歳 十二月吉日 長昌公用 祖眞 新添之
天明の大飢饉の際に、八世の柏庭祖眞が石臼を新調し、住民に何らかの施しを行ったのではないかと考えられる。

## 関連リンク
- 長昌寺跡 奈良文化財研究所
- 萬歳山 長昌寺遺跡

### 岐阜県指定有形文化財
- 木造釈迦如来坐像 岐阜県公式サイト
- 木造釈迦如来坐像